# 1846 en France
Chronologie de la France
- 1842
- 1843
- 1844
- 1845
- 1846
- 1847
- 1848
- 1849
- 1850

Cette page concerne l’année 1846 du calendrier grégorien.

## Événements

### Janvier
- 5 janvier : Villemain, secrétaire perpétuel de l’Académie française, se rend chez Alfred de Vigny. Il le prie de prévoir dans son discours de réception à l’Académie française un éloge du roi ou de ses fils, en lui faisant miroiter un siège à la Chambre des pairs ; Vigny refuse[1].
- 7 janvier : achèvement de la gare du Nord. La ligne de chemin de fer du Nord est inaugurée le 14 juin[2].
- 8 janvier : Charles de Rémusat est élu à l’Académie française[3].
- 29 janvier : Vigny est reçu à l’Académie française. Il juge la réponse de Molé offensante[1]. Il refuse d’être présenté par Molé au roi au titre de nouvel académicien[4]. Il sera reçu par Louis-Philippe en audience privée à Neuilly le 14 juin 1847[5].

### Février
- 14 février : discours de Victor Hugo à la Chambre des pairs « Sur la propriété des œuvres d’art »[6].
- 22 février : début d’une nouvelle insurrection en Pologne[7].

### Mars
- 15 mars : création  à Paris d’un Comité général en faveur de l’indépendance de la Pologne[8].
- 19 mars : discours de Victor Hugo à la Chambre des pairs : Sur la Pologne[9].
- 21 mars : accident du chemin de fer de Rouen, à la station de Bonnières ; un train spécial heurte une diligence, faisant trois morts et quinze blessés[10].
- 30 mars : la troupe ouvre le feu sans sommation sur des ouvriers rassemblés devant la mairie d'Outre-Furan, près de Saint-Étienne ; six personnes sont tués, dont deux femmes, et nombreuses autres sont blessées[11].

### Avril
- 1er avril :
  - création du ballet Paquita de Joseph Mazilier à l’Opéra de Paris[12].
  - discours de Victor Hugo à la Chambre des pairs : Sur la marque de fabrique[13].
- 13-16 avril : visite à Toulon du grand-duc Constantin, second fils de l’empereur de Russie Nicolas Ier[14].
- 15 avril : arrêté préfectoral réglementant la construction des trottoirs à Paris[15].
- 16 avril : en forêt de Fontainebleau, un ancien garde forestier, Pierre Lecomte, tire deux coups de feu sur Louis-Philippe et sa famille[16].
- 21 avril : pose de la première pierre du nouvel hôtel de la direction de l’enregistrement et du timbre, rue de la Banque[17].
- Nuit du 24 au 25 avril : cent-quatre-vingt-sept prisonniers français sont exécutés sur l'ordre présumé du lieutenant et beau-frère de l'émir Abd el-Kader, Mustapha Ben Thami[18].
- 25 avril : éclipse solaire[19].
- 28 avril-début juin : séjour à Paris d’Ibrahim Pacha, fils aîné du vice-roi dÉgypte Méhémet Ali[20].

### Mai

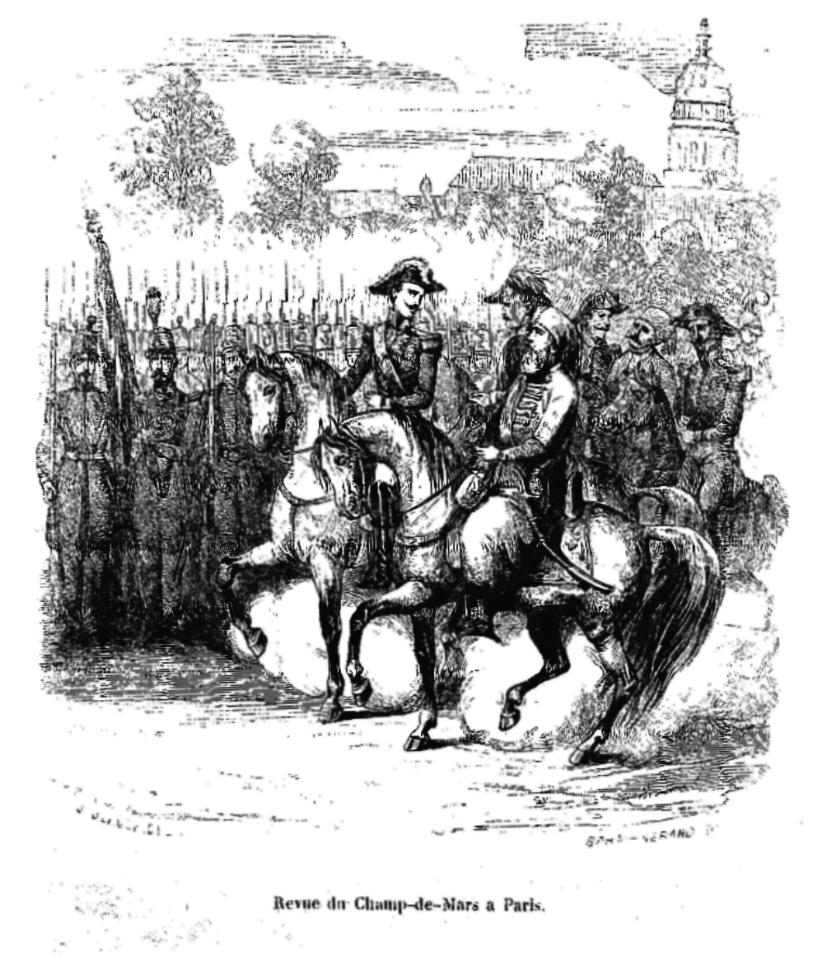
25 mai : le général égyptien Ibrahim Pacha, en voyage à Paris, participe à la revue sur le champ de Mars

- 5 mai : accident du chemin de fer de Nîmes à Alais[21].
- 16 mai : allocution de Victor Hugo « aux fondateurs du Jury des récompenses pour les ouvriers »[22].
- 22 et 23 mai : à la Chambre des députés, Isambert proteste contre les archevêques qui, par mandements, autorisent pour le clergé des libertés que la loi lui refuse[23].

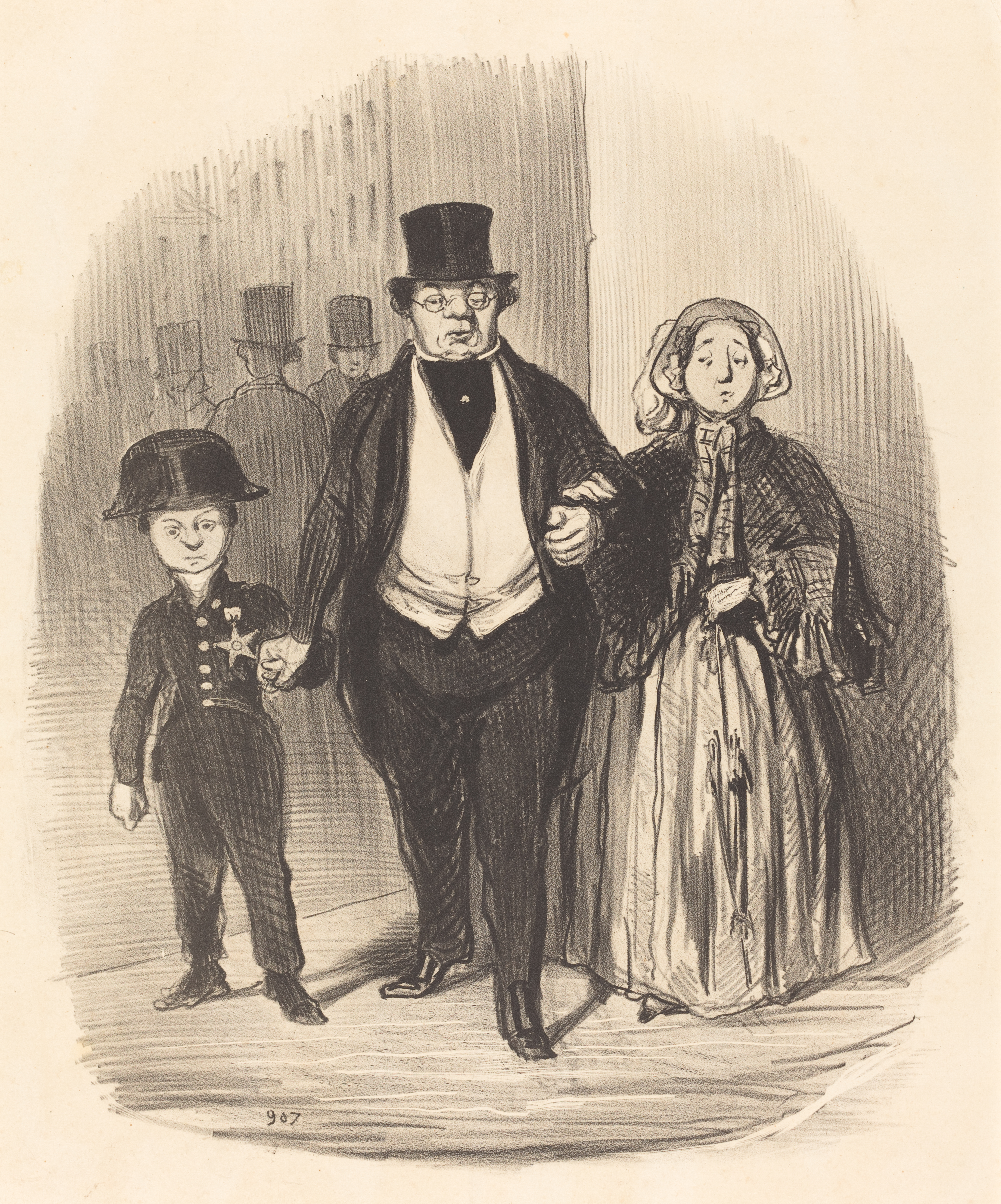
Un Jeune homme qui est l'espoir... de la famille Badinguet, Honoré Daumier, 1846

- 25 mai : Louis-Napoléon Bonaparte s’évade du fort de Ham (Somme), déguisé en ouvrier, avec les habits du maçon Badinguet, et avec une planche sur l’épaule[24].

### Juin
- 1er juin : communication de Le Verrier à l'Académie des Sciences sur la planète Uranus[25].
- 5 juin : la Chambre des pairs condamne Pierre Lecomte à la peine de mort[26]. Victor Hugo intervient en sa faveur. Il plaide l’irresponsabilité et demande la réclusion perpétuelle[27].
- 7 juin : inauguration de la ligne de chemin de fer de Paris à Sceaux[28].
- 8 juin : exécution de Lecomte[29].
- 8-11 juin : discussion du projet de loi relatif aux crédits extraordinaires de l'Algérie, adopté le 12 juin[30]. Dufaure, rapporteur du projet, critique la politique de Bugeaud et réclame un régime de gouvernement civil et la création d'un ministère de l'Algérie ; Alexis de Tocqueville et Lamartine le soutiennent[31].
- 20-21 juin : troubles de Nancy occasionnés par la cherté du pain[21]. La troupe intervient et trois personnes sont tuées pendant la nuit du 21 au 22 juin[32].
- 21 juin :
  - loi d’établissement du chemin de fer de Dijon sur Mulhouse avec embranchements d'Auxonne sur Gray, et de Dole sur Salins[33].
  - loi relative au chemin de fer de Bordeaux à Cette[33].
- 27 juin et  1er juillet: discours de Victor Hugo Sur la consolidation et la défense du littoral à la Chambre des pairs[34].

### Juillet
- 2 juillet : on démolit l’éléphant de la place de la Bastille[35].
- 3 juillet :
  - loi qui modifie le régime de postes en supprimant le décime rural et en réduisant la taxe sur les envois de fonds[36].
  - loi d’établissement du chemin de fer d’Orléans à Vierzon et de Nîmes à Montpellier (loi complémentaire)[36].
  - clôture de la session parlementaire[36].
- 6 juillet : dissolution de la Chambre des députés par Guizot et convocation des électeurs pour le 1er août[36].

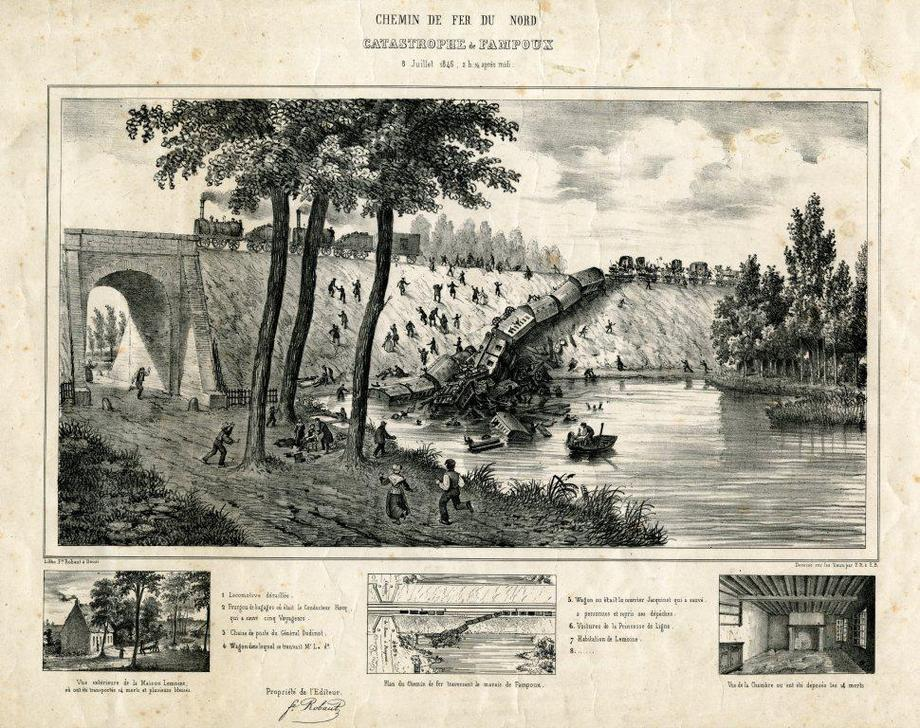
Catastrophe de Fampoux. Lithographie par Félix Robaut.

- 8 juillet : accident ferroviaire de Fampoux[21]. Quatorze personnes sont tuées.
- 29 juillet : un artisan en métal, Joseph Henry, tire deux coups de feu sur Louis-Philippe Ier qui salue la foule au balcon des Tuileries[37].

### Août
- 1er août : élections législatives. Le centre conservateur au pouvoir remporte une large victoire avec 291 sièges sur 459. Le gouvernement de Guizot dispose d'une majorité absolue[38]. Les libéraux obtiennent 140 sièges, les extrêmes 28. Alexis de Tocqueville est réélu triomphalement par 409 voix contre 70 à Le Marois[39]. Mais les élections sont défavorables à l’opposition, sauf dans le département de la Seine.
- 17 août : ouverture de la session parlementaire[40].
- 25-27 août : procès Joseph Henry à la Chambre des pairs. Il est condamné aux travaux forcés à perpétuité[41]. Victor Hugo intervient dans le sens de l’indulgence.
- 31 août : Le Verrier donne les éléments numériques et prouve l’existence de Neptune[42].

### Septembre
- 4 septembre : la session parlementaire est prorogée par ordonnance royale au 11 janvier 1847[40].
- 10 septembre : Gobineau épouse Clémence-Gabrielle Monnerot Destourelles à Saint-Philippe du Roule[43]. Les témoins sont Courtais et Hercule de Serre.
- 15 septembre : vendanges précoces dans le Nord de la France (Dijon)[44].
- 19 septembre : apparitions de Notre-Dame de La Salette[45].
- 30 septembre : émeute au faubourg Saint-Antoine à cause de la cherté du pain[21]. La troupe rétablit l’ordre.
- Alexis de Tocqueville prend contact avec Adolphe Billault et Jules Dufaure pour créer une « jeune gauche »[38].

### Octobre
- 1er-3 octobre : troubles dans le faubourg Saint-Antoine[38].
- 10 octobre : le duc de Monpensier épouse l’infante d’Espagne à Madrid[46].
- 15 octobre : parution du Système des contradictions économiques ou Philosophie de la misère de Proudhon[47].

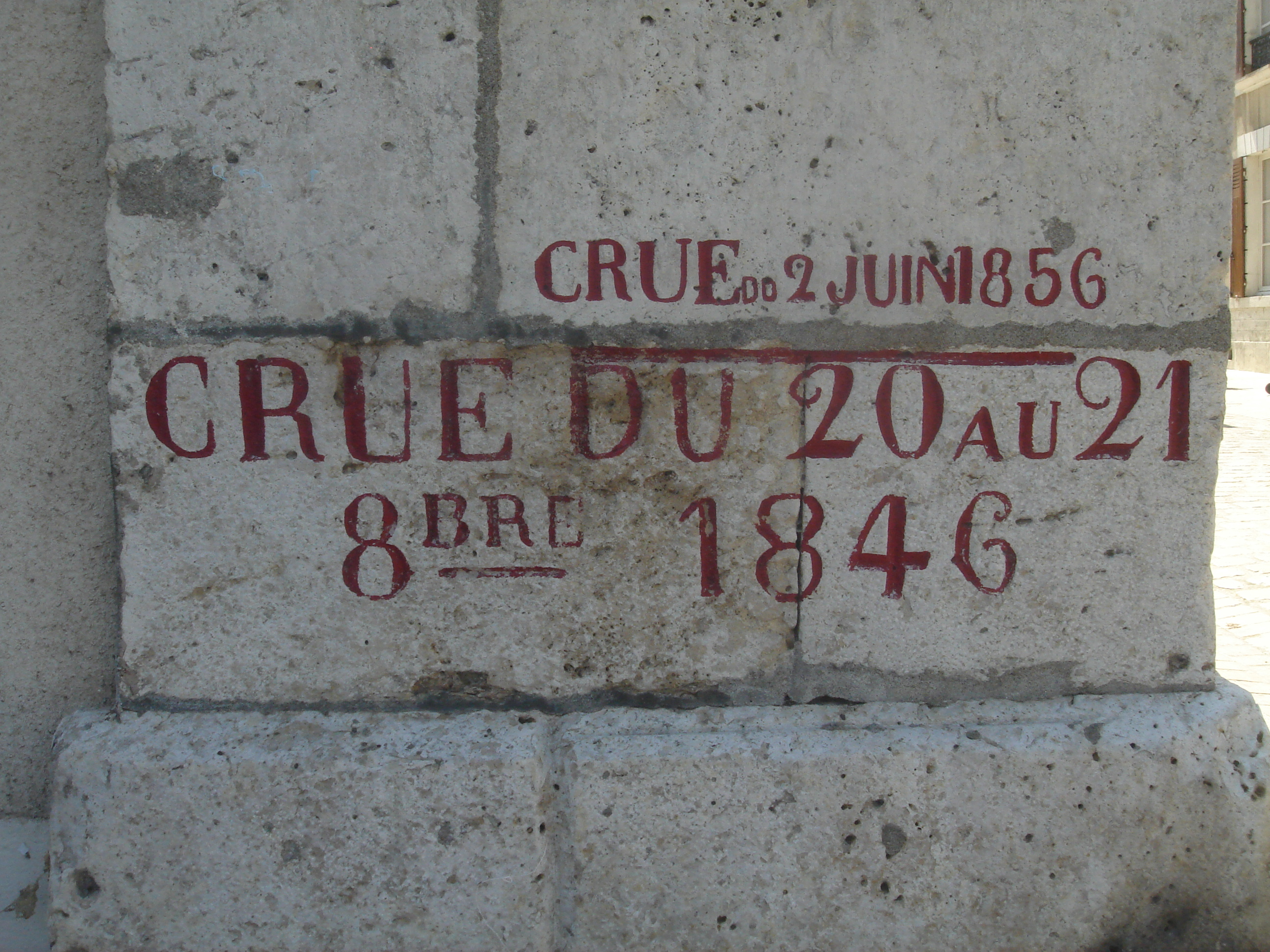
Repères des crues de la Loire de 1846 et 1856 sur l'ancienne porte marquant l'entrée nord de la ville, Jargeau, Loiret, France

- 17-18 octobre : inondation de la Loire[48].

### Novembre
- 1er novembre : Alexis de Tocqueville est à Alger dans le cadre d’une commission parlementaire chargée de choisir entre la politique de Bugeaud en Algérie (gouvernement militaire, colonisation de paysans-soldats) et celle que préconise le général Lamoricière (administration civile, colonisation confiée à des compagnies financières) ; la commission accompagne le maréchal Bugeaud en tournée d’inspection à Blida, Médéa, Miliana puis Orléansville. Tocqueville quitte le maréchal pour se rendre à Ténès, s’embarque pour Oran, puis retourne à Alger. Il visite avec le journaliste Bussière les villages de colonisation du Sahel d’Alger et de la Mitidja. Il prend le bateau pour Bône (10 décembre), puis Philippeville, gagne Constantine par route, et s’embarque de Philippeville pour la France le 29 décembre[49].
- 7 novembre : mariage par procuration du « comte de Chambord » avec Marie-Thérèse de Modène. Ils reçoivent la bénédiction nuptiale le 16 novembre à Brück près de Leoben[50].
- 15 novembre : les fresques de Delacroix pour la bibliothèque du Luxembourg sont terminées[51].
- 23 novembre : le bey de Tunis Ahmed Ier, arrivé à Toulon le 8 novembre, est à Paris où il est reçu le lendemain par le roi aux Tuileries ; il séjourne à Paris jusqu'au 16 décembre[52].
- 25 novembre : émeute des « pommes de terre » à Boulogne[53].

### Décembre
- 6 décembre : première de la Damnation de Faust de Berlioz à l’Opéra-Comique[54].
- 9 décembre : affranchissement des esclaves à Mayotte promulgué par une ordonnance royale.
- 17 décembre : prise de Fatahua, dernier refuge des rebelles tahitiens[55]. Les chefs de la révolte tahitienne se soumettent le 24 décembre. Le 6 février 1847, la reine Pomare IV rentre à Papeete et le lendemain est rétablie dans ses droits dans le cadre du protectorat français par le gouverneur Bruat[56].